# Ftia de Tessàlia
Ftia (en llatí Phthia, en grec antic Φθία) fou la filla de Menó de Farsàlia, hiparc de Tessàlia, i esposa d'Aecides de l'Epir, rei de l'Epir, amb el que va ser la mare de Pirros i de dues filles; Didàmia de l'Epir (esposa de Demetri Poliorcetes) i Troies.
La seva imatge apareix en algunes monedes de Pirros.